# Zonska nogometna liga AKMO 1960./61.
Zonska nogometna liga AKMO, također i kao Zonska liga Kosovsko-metohijske oblasti, Kosovska zona, je bila liga trećeg stupnja nogometnog prvenstva Jugoslavije u sezoni 1960./61. 
 Sudjelovalo je 12 klubova, a prvak je bila "Priština". 

## Ljestvica
| mj. | klub                      | ut. | pob. | ner. | por. | gol+ | gol- | bod |
| --- | ------------------------- | --- | ---- | ---- | ---- | ---- | ---- | --- |
| 1.  | Priština                  | 22  | 18   | 2    | 2    | 64   | 24   | 38  |
| 2.  | Vlaznimi Đakovica         | 22  | 13   | 3    | 6    | 54   | 22   | 29  |
| 3.  | Borac Uroševac            | 22  | 12   | 3    | 7    | 50   | 36   | 27  |
| 4.  | Sloga Lipljan             | 22  | 11   | 2    | 9    | 54   | 48   | 24  |
| 5.  | Trepča Kosovska Mitrovica | 22  | 11   | 2    | 9    | 43   | 46   | 24  |
| 6.  | Budućnost Peć             | 22  | 11   | 1    | 10   | 49   | 38   | 23  |
| 7.  | Metohija Prizren          | 22  | 9    | 3    | 10   | 49   | 61   | 21  |
| 8.  | Građevinar Priština       | 22  | 9    | 3    | 10   | 37   | 47   | 21  |
| 9.  | Obilić Priština           | 22  | 8    | 4    | 10   | 40   | 38   | 20  |
| 10. | Grafičar Priština         | 22  | 9    | 1    | 12   | 45   | 52   | 19  |
| 11. | Deva Đakovica             | 22  | 5    | 3    | 14   | 29   | 65   | 13  |
| 12. | Remont Kosovska Mitrovica | 22  | 1    | 3    | 18   | 21   | 63   | 5   |

## Rezultatska križaljka
| kratica | klub                      | BOR | BUD | DEVA | GRĐ | GRD | MET | OBI | PRI | REM | SLO | TRE | VLA |
| --- | ------------------------- | --- | --- | ---- | --- | --- | --- | --- | --- | --- | --- | --- | --- |
| BOR | Borac Uroševac            |     |     |      |     |     |     |     |     |     |     |     |     |
| BUD | Budućnost Peć             |     |     |      |     |     |     |     |     |     |     |     |     |
| DEVA | Deva Đakovica             |     |     |      |     |     |     |     |     |     |     |     |     |
| GRĐ | Građevinar Priština       |     |     |      |     |     |     |     |     |     |     |     |     |
| GRF | Grafičar Priština         |     |     |      |     |     |     |     |     |     |     |     |     |
| MET | Metohija Prizren          |     |     |      |     |     |     |     |     |     |     |     |     |
| OBI | Obilić                    |     |     |      |     |     |     |     |     |     |     |     |     |
| PRI | Priština                  |     |     |      |     |     |     |     |     |     |     |     |     |
| REM | Remont Kosovska Mitrovica |     |     |      |     |     |     |     |     |     |     |     |     |
| SLO | Sloga Lipljan             |     |     |      |     |     |     |     |     |     |     |     |     |
| TRE | Trepča Kosovska Mitrovica |     |     |      |     |     |     |     |     |     |     |     |     |
| VLA | Vlaznimi Đakovica         |     |     |      |     |     |     |     |     |     |     |     |     |
| |                           |     |     |      |     |     |     |     |     |     |     |     |     |
| podebljan rezultat - utakmice od 1. do 11. kola (1. utakmica između klubova) rezultat normalne debljine - utakmice od 12. do 22. kola (2. utakmica između klubova) rezultat nakošen - nije vidljiv redoslijed odigravanja međusobnih utakmica iz dostupnih izvora rezultat nakošen i smanjen * - iz dostupnih izvora nije uočljiv domaćin susreta prekrižen rezultat - poništena ili brisana utakmica p - utakmica prekinuta 3:0 p.f. / 0:3 p.f. - rezultat 3:0 bez borbe n.i. - nije igrano |                           |     |     |      |     |     |     |     |     |     |     |     |     |

 Izvori: 